# Теплий Ручей
Теплий Руче́й (рос. Тёплый Ручей) — селище у складі Верховазького району Вологодської області, Росія. Входить до складу Верховазького сільського поселення.

## Населення
Населення — 516 осіб (2010; 569 у 2002).
Національний склад (станом на 2002 рік):
- росіяни — 97 %